# Jasan v bývalých Milířích
Jasan v bývalých Milířích je památný strom, statný solitérní jasan ztepilý (Fraxinus excelsior), který roste v místě bývalé obce Milíře u Šindelové v okrese Sokolov v Karlovarském kraji, na horním okraji svažité pastviny 300 m SSZ od rozcestí Javořina, 2,6 km východně od kostela v Krásné Lípě.
Strom má 3 m vysoký válcovitý kmen se silnými kořenovými náběhy. Obvod kmene měří 403 cm, košatá, vysoko položená koruna stromu dosahuje do výšky 24 m (měření 2004). Za památný byl strom vyhlášen v roce 2005 jako esteticky zajímavý strom, historicky důležitý strom (svědek bývalého osídlení), krajinná dominanta, strom významný vzrůstem.
Je zároveň uveden na seznamu významných stromů Lesů České republiky.

## Stromy v okolí
- Modřínová alej u Šindelové
- Smrk u kříže za Favoritem
- Dvojitý smrk u Šindelové
- Klen v Horní Oboře
- Modřín v Horní Oboře
- Jíva v Horní Oboře
- Buk u Krásné Lípy